# Georg Winckler (Theologe)
Georg Winckler (* in Bischofswerda; † 23. April 1527 im Spessart) war ein deutscher Reformator.

## Leben und Wirken
Georg Winckler stammte aus Goldbach in der böhmischen Oberlausitz. Er war zunächst Kaplan oder Hofprediger des Kardinal-Erzbischofs Albrecht von Brandenburg und wurde von diesem 1523 als Prediger der Stiftskirche zu Halle bestallt. Als solcher unterstützte Winkler die Lehren und kirchlichen Reformationsbestrebungen von Martin Luther.
Nachdem er 1527 das Gemeindeabendmahl in seiner Kirche in Halle eingeführt hatte, wurde er auf Betreiben eines seiner ehemaligen Mitgeistlichen, des Kanonikus Konrad Hoffmann, vor den Erzbischof von Magdeburg und Mainz, den Kardinal Albrecht, berufen, um sich zu rechtfertigen. Der Kardinal-Erzbischof Albrecht befand sich damals in der Residenzstadt Aschaffenburg am Main. Auf der Rückreise von dort wurde Georg Winckler am 23. April 1527 in einem Wald ermordet. Als den Hauptanstifter dieser Gewalttat bezeichnete man allgemein jenen Kanonikus Hoffmann, der sogar den Mord mit eigner Hand ausgeführt zu haben im Verdacht stand.

## Ehrungen
Martin Luther widmete Georg Winckler seine Tröstung an die Christen zu Halle über Herrn Georgen, ihres Predigers, Tod.
Der Kardinal-Erzbischof Albrecht, der sich durch diese Darstellung Luthers verletzt fühlte, ließ ihn wissen, dass er ihn ungerecht in Verdacht gebracht habe. Ungeachtet dessen antwortete Luther, er habe zwar selbst daran gedacht, den Erzbischof mit der Sache nicht in Verbindung zu bringen, aber es sei doch Georg Winckler im Gehorsam gegen des Erzbischofs Befehl erschienen und dabei um das Leben gebracht worden. Der Erzbischof könne seine Unschuld nicht besser beweisen, als wenn er die Mörder bestrafe.